# Малышевский сельский округ (Московская область)
Малышевский сельский округ — упразднённая административно-территориальная единица, существовавшая на территории Раменского района Московской области в 1994—2002 годах.
Салтыковский сельсовет был образован в первые годы советской власти. По данным 1919 года он входил в состав Салтыковской волости Бронницкого уезда Московской губернии.
В 1923 году к Салтыковскому с/с был присоединён Вишняковский с/с.
В 1926 году Салтыковский с/с включал деревни Вишняково и Салтыково, а также хутор Еганово.
В 1929 году Салтыковский с/с был отнесён к Бронницкому району Коломенского округа Московской области. При этом к нему был присоединён Васильевский с/с.
17 июля 1939 года к Салтыковскому с/с был присоединён Ганусовский с/с (селения Ганусово, Завалье, Малышево и Починки).
22 июня 1954 года из Денежниковского с/с в Салтыковский было передано селение Дор.
3 июня 1959 года Бронницкий район был упразднён и Салтыковский с/с вошёл в Люберецкий район.
1 июля 1960 года к Салтыковскому с/с были присоединены селения Воловое, Головино, Жирошкино, Залесье, Лутошино, Нащекино, Патрикеево, Рогачёво и Рылеево упразднённого Шубинского с/с.
28 июля 1960 года Салтыковский с/с был передан в Раменский район.
20 августа 1960 года селения Воловое, Ганусово, Головино, Залесье, Нащекино, Патрикеево и Рылеево были выведены из Салтыковского с/с и объединены в новый Ганусовский с/с. Одновременно селения Жирошкино, Лутошкино и Рогачёво были переданы из Салтыковского с/с в Денежниковский с/с.
1 февраля 1963 года Раменский район был упразднён и Салтыковский с/с вошёл в Люберецкий сельский район.
27 апреля 1963 года центр Салтыковского с/с был перенесён в селение Малышево, а сам сельсовет переименован в Малышевский сельсовет. При этом в его состав из Денежниковского с/с были переданы селения Жирошкино, Лутошкино и Рогачёво.
11 января 1965 года Малышевский с/с был возвращён в восстановленный Раменский район.
3 февраля 1994 года Малышевский с/с был преобразован в Малышевский сельский округ.
27 декабря 2002 года Малышевский с/о был упразднён, а его территория включена в Ганусовский сельский округ.